# LiseLotte Olsson
Liselotte Linnéa Olsson, född 30 juni 1954 i Stockholm (Storkyrkoförsamlingen), är en svensk politiker (vänsterpartist). Hon var ordinarie riksdagsledamot 2006–2010, invald för Västerbottens läns valkrets.
I riksdagen var hon suppleant i civilutskottet och socialförsäkringsutskottet.
Hon kandiderade i Europaparlamentsvalet i Sverige 2014 på tredje plats på Vänsterpartiets lista.[källa behövs]